# Saint Pablo Tour
A Saint Pablo Tour vagy Saint Pablo turné Kanye West koncert turnéja volt 2016. augusztus 25. és 2016. november 19. között, hogy népszerűsítse hetedik stúdióalbumát, a The Life of Pablo-t (2016). A turné eredetileg 2016. december 31-ig tartott volna, de 2016. november 21-én lemondták, mert West kórházba került. 2016 18. legsikeresebb turnéja volt Észak-Amerikában.

## Számlista
1. Father Stretch My Hands Pt. 1
2. Pt. 2
3. Famous
4. Pop Style
5. That Part
6. Facts
7. Mercy
8. Don’t Like.1
9. All Day
10. Black Skinhead
11. Niggas in Paris
12. Can’t Tell Me Nothing
13. Power
14. Blood on the Leaves
15. Freestyle 4
16. Jesus Walks
17. Flashing Lights
18. Highlights
19. Feedback
20. Wolves
21. Heartless
22. Runaway
23. Only One
24. I Love Kanye
25. Waves
26. All of the Lights
27. Good Life
28. Stronger
29. Touch the Sky
30. Fade
31. Ultralight Beam

## Koncertek

### Koncertek listája
| Dátum                | Város            | Ország           | Helyszín                 | Részvétel               | Bevétel     |
| -------------------- | ---------------- | ---------------- | ------------------------ | ----------------------- | ----------- |
| Észak-Amerika        |                  |                  |                          |                         |             |
| 2016. augusztus 26.  | Indianapolis     | Egyesült Államok | Bankers Life Fieldhouse  | Ismeretlen              | Ismeretlen  |
| 2016. augusztus 27.  | Buffalo          | Egyesült Államok | First Niagara Center     | 11,678/ 11,678          | $844,143    |
| 2016. augusztus 30.  | Toronto          | Kanada           | Air Canada Centre        | 26,716 / 26,716         | $2,439,870  |
| 2016. augusztus 31.  | Toronto          | Kanada           | Air Canada Centre        | 26,716 / 26,716         | $2,439,870  |
| 2016. szeptember 2.  | Montréal         | Kanada           | Centre Bell              | Ismeretlen              | Ismeretlen  |
| 2016. szeptember 3.  | Boston           | Egyesült Államok | TD Garden                | 16,182 / 16,495         | $1,512,328  |
| 2016. szeptember 5.  | New York         | Egyesült Államok | Madison Square Garden    | 37,005 / 37,005         | $4,852,888  |
| 2016. szeptember 6.  | New York         | Egyesült Államok | Madison Square Garden    | 37,005 / 37,005         | $4,852,888  |
| 2016. szeptember 8.  | Washington, D.C. | Egyesült Államok | Verizon Center           | 16,838 / 16,838         | $1,786,000  |
| 2016. szeptember 12. | Atlanta          | Egyesült Államok | Philips Arena            | 16,011 / 16,011         | $1,358,087  |
| 2016. szeptember 14. | Tampa            | Egyesült Államok | Amalie Arena             | 14,027 / 14,027         | $1,066,669  |
| 2016. szeptember 16. | Miami            | Egyesült Államok | American Airlines Arena  | 37,820 / 37,820         | $3,150,183  |
| 2016. szeptember 17. | Miami            | Egyesült Államok | American Airlines Arena  | 37,820 / 37,820         | $3,150,183  |
| 2016. szeptember 20. | Houston          | Egyesült Államok | Toyota Center            | 14,883 / 14,883         | $1,389,472  |
| 2016. szeptember 21. | Austin           | Egyesült Államok | Frank Erwin Center       | 13,247 / 13,247         | $1,243,591  |
| 2016. szeptember 22. | Dallas           | Egyesült Államok | American Airlines Center | 16,999 / 21,192         | $1,444,680  |
| 2016. szeptember 24. | Nashville        | Egyesült Államok | Bridgestone Arena        | 18,211 / 18,211         | $1,070,994  |
| 2016. szeptember 25. | Columbus         | Egyesült Államok | Value City Arena         | 14,970 / 18,384         | $972,855    |
| 2016. szeptember 27. | Grand Rapids     | Egyesült Államok | Van Andel Arena          | Ismeretlen              | Ismeretlen  |
| 2016. szeptember 28. | Detroit          | Egyesült Államok | Joe Louis Arena          | Ismeretlen              | Ismeretlen  |
| 2016. szeptember 30. | University Park  | Egyesült Államok | Bryce Jordan Center      | Ismeretlen              | Ismeretlen  |
| 2016. október 1.     | Cleveland        | Egyesült Államok | Quicken Loans Arena      | Ismeretlen              | Ismeretlen  |
| 2016. október 2.     | New York         | Egyesült Államok | Citi Field               | Ismeretlen              | Ismeretlen  |
| 2016. október 7.     | Chicago          | Egyesült Államok | United Center            | Ismeretlen              | Ismeretlen  |
| 2016. október 8.     | Rosemont         | Egyesült Államok | Allstate Arena           | Ismeretlen              | Ismeretlen  |
| 2016. október 10.    | Saint Paul       | Egyesült Államok | Xcel Energy Center       | Ismeretlen              | Ismeretlen  |
| 2016. október 12.    | Winnipeg         | Kanada           | MTS Centre               | Ismeretlen              | Ismeretlen  |
| 2016. október 15.    | Edmonton         | Kanada           | Rogers Place             | Ismeretlen              | Ismeretlen  |
| 2016. október 17.    | Vancouver        | Kanada           | Rogers Arena             | Ismeretlen              | Ismeretlen  |
| 2016. október 19.    | Seattle          | Egyesült Államok | KeyArena                 | Ismeretlen              | Ismeretlen  |
| 2016. október 22.    | Oakland          | Egyesült Államok | Oracle Arena             | Ismeretlen              | Ismeretlen  |
| 2016. október 23.    | Oakland          | Egyesült Államok | Oracle Arena             | Ismeretlen              | Ismeretlen  |
| 2016. október 25.    | Inglewood        | Egyesült Államok | The Forum                | 97,360 / 97,360         | $8,292,767  |
| 2016. október 26.    | Inglewood        | Egyesült Államok | The Forum                | 97,360 / 97,360         | $8,292,767  |
| 2016. október 27.    | Inglewood        | Egyesült Államok | The Forum                | 97,360 / 97,360         | $8,292,767  |
| 2016. október 29.    | Las Vegas        | Egyesült Államok | T-Mobile Arena           | 18,100 / 18,100         | $2,107,440  |
| 2016. november 1.    | Inglewood        | Egyesült Államok | The Forum                |                         |             |
| 2016. november 2.    | Inglewood        | Egyesült Államok | The Forum                |                         |             |
| 2016. november 3.    | Inglewood        | Egyesült Államok | The Forum                |                         |             |
| 2016. november 17.   | San Jose         | Egyesült Államok | SAP Center               | —                       | —           |
| 2016. november 19.   | Sacramento       | Egyesült Államok | Golden 1 Center          | —                       | —           |
| ÖSSZESEN             | ÖSSZESEN         | ÖSSZESEN         | ÖSSZESEN                 | 352 769 / 361 129 (97%) | $31 745 967 |

### Lemondott koncertek
| Dátum              | Város           | Ország           | Helyszín                   | Indok              |
| ------------------ | --------------- | ---------------- | -------------------------- | ------------------ |
| 2016. november 20. | Inglewood       | Egyesült Államok | The Forum                  | Stressz, kimerülés |
| 2016. november 22. | Fresno          | Egyesült Államok | Save Mart Center           | Stressz, kimerülés |
| 2016. november 23. | Anaheim         | Egyesült Államok | Honda Center               | Stressz, kimerülés |
| 2016. november 26. | Dallas          | Egyesült Államok | American Airlines Center   | Stressz, kimerülés |
| 2016. november 28. | Denver          | Egyesült Államok | Pepsi Center               | Stressz, kimerülés |
| 2016. december 1.  | San Antonio     | Egyesült Államok | AT&T Center                | Stressz, kimerülés |
| 2016. december 2.  | Houston         | Egyesült Államok | Toyota Center              | Stressz, kimerülés |
| 2016. december 4.  | Sunrise         | Egyesült Államok | BB&T Center                | Stressz, kimerülés |
| 2016. december 6.  | Orlando         | Egyesült Államok | Amway Center               | Stressz, kimerülés |
| 2016. december 8.  | Atlanta         | Egyesült Államok | Philips Arena              | Stressz, kimerülés |
| 2016. december 9.  | Columbia        | Egyesült Államok | Colonial Life Arena        | Stressz, kimerülés |
| 2016. december 11. | Albany          | Egyesült Államok | Times Union Center         | Stressz, kimerülés |
| 2016. december 13. | Philadelphia    | Egyesült Államok | Wells Fargo Center         | Stressz, kimerülés |
| 2016. december 15. | Philadelphia    | Egyesült Államok | Wells Fargo Center         | Stressz, kimerülés |
| 2016. december 16. | Newark          | Egyesült Államok | Prudential Center          | Stressz, kimerülés |
| 2016. december 18. | Toronto         | Kanada           | Air Canada Centre          | Stressz, kimerülés |
| 2016. december 20. | Louisville      | Egyesült Államok | KFC Yum! Center            | Stressz, kimerülés |
| 2016. december 22. | Auburn Hills    | Egyesült Államok | The Palace of Auburn Hills | Stressz, kimerülés |
| 2016. december 27. | Washington D.C. | Egyesült Államok | Verizon Center             | Stressz, kimerülés |
| 2016. december 28. | Boston          | Egyesült Államok | TD Garden                  | Stressz, kimerülés |
| 2016. december 30. | Brooklyn        | Egyesült Államok | Barclays Center            | Stressz, kimerülés |

## Résztvevők
Az alábbi előadók dolgoztak a Saint Pablo turnén:
- Mike Dean
- Noah Goldstein
- Fonzworth Bentley
- Amy Davis
- Elon Rutberg[11]
- Che Pope[12]
- Eli Russell Linnetz
- Alex Rosenberg
- Scooter Braun
- Renelou Padora[13]
- Don C[14]
- Ibn Jasper[15]
- Izvor Zivkovic[16]
- Tracey Mills
- Ricky Anderson
- Sakiya Sandifer
- Pascal Duvier